# Trévelo
Der Trévelo (auch unter dem Namen Étier bekannt) ist ein Fluss in Frankreich, der im Département Morbihan in der Region Bretagne verläuft. Er entspringt im nordöstlichen Gemeindegebiet von Questembert, an der Bahnstrecke Savenay–Landerneau, entwässert generell in südöstlicher Richtung und mündet nach rund 20 Kilometern an der Gemeindegrenze von Béganne und Péaule als rechter Nebenfluss in die Vilaine. An der Flussmündung befindet sich der Freizeithafen Port de Foleux, der sich teilweise auch auf die gegenüberliegenden Flussseite der Vilaine, in der Gemeinde Nivillac, erstreckt.

## Orte am Fluss
(Reihenfolge in Fließrichtung)
- Kerprovost, Gemeinde Questembert
- Sainte-Susanne, Gemeinde Questembert
- Le Temple de Haut, Gemeinde Limerzel
- Trévolo, Gemeinde Limerzel
- Limerzel
- Le Marais, Gemeinde Péaule
- Lescuit, Gemeinde Péaule
- Foleux, Gemeinde Béganne